# AIK Fotbolls säsong 1903
1903 spelade AIK återigen i seriespel, men förstalaget drog sig ur efter ett par matcher och andralaget - som spelade i klass 2 - kom tvåa efter Mariebergs IK. I den Rosenska pokalen förlorade AIK den första matchen mot IFK Stockholm med 2-0.